# Achel 8 Bruin
Achel 8 Bruin is een van de Achel-bieren, de trappistenbieren uit de huisbrouwerij van de trappistenabdij De Achelse Kluis in Hamont-Achel. Het is een bruin bier met een alcoholpercentage van 8,0%.
Achel 8 Blond en Achel 8 Bruin zijn enkel op fles verkrijgbaar.
Achel 5 Blond ·
Achel 5 Bruin  ·
Achel 8 Blond ·
Achel 8 Bruin ·
Achel Extra Blond ·
Achel Extra Bruin